# Toktu
Toktu (bugarski Токту) bio je vladar Bugarske 766. – 767. Prema djelu Cäğfär Taríxı iz 17. stoljeća, bio je sin Kermeka te unuk Sevara.
Bizantski kroničar, patrijarh Nikefor, zapisao je da je Toktu bio „Bugarin te brat Bajanov”. Pretpostavlja se da je Toktu bio dijelom bugarskog plemstva koje je bilo u sukobu s Bizantincima. Međutim, prije nego što je Toktu uspio ući u borbu protiv Bizantskog Carstva, suočen je s pobunom te je pokušao pobjeći iz zemlje. Za razliku od svog prethodnika Sabina, Toktu je pokušao pobjeći na sjever, ali je uhvaćen i ubijen zajedno s bratom Bajanom i pristašama, blizu Dunava.
Toktuov je nasljednik bio Pagan.